# تريغفه هيرش
تريغفه هيرش (بالنرويجية البوكمول: Trygve Hirsch)‏ هو شخصية أعمال ومؤلف ومحامي نرويجي، ولد في 6 نوفمبر 1912 في لورينسكوغ في النرويج، وتوفي في 9 مارس 1992.